# Kütahya
Kütahya – miasto w zachodniej Turcji, na Wyżynie Anatolijskiej, nad rzeką Porsuk (dopływem Sakaryi), stolica prowincji Kütahya. Liczy około 170 tysięcy mieszkańców.
W mieście tym istnieje, założony w 1992, państwowy uniwersytet Kütahya Dumlupınar Üniversitesi, na którym studiuje około 25 000 osób.

## Urodzeni w Kütahya
- Özge Çemberci – turecka siatkarka
- Gözde Sonsirma – turecka siatkarka
- Komitas Wardapet – ormiański kompozytor